# Чепарано (Асколи Пичено)
Чепарано (итал. Cepparano) насеље је у Италији у округу Асколи Пичено, региону Марке.
Према процени из 2011. у насељу је живело 28 становника. Насеље се налази на надморској висини од 372 м.